# 나투프 문화

나투프 문화의 분포도

나투프 문화(Natufian culture)는 지중해 연안의 레반트 지역에 존재했던 고고학적 문화이며, 11,500년에서 15,000년까지 거슬러 올라간다. 중석기 시대 문화로 분류가 되지만, 농경 이전에도 정착 생활이나 준 정착 생활을 했다는 점에서 일반적이지는 않다. 나투프 사회는 이 지역 최초의 신석기 정착 생활을 한 건설자들의 조상일 가능성이 높으며, 그들은 세계에서 가장 빠른 정착 생활자들이다. 계획적인 곡물 농경에 대한 증거는 없지만, 그 당시의 사람들은 야생의 곡물을 이용했고, 가젤과 같은 동물을 사냥했다.

## 같이 보기
- 신석기 시대